# Provincia Siirt
Provincia Siirt este o provincie a Turciei cu o suprafață de 5.406 km², localizată în sud-estul acestei țări.